# Jeremia (profeet)

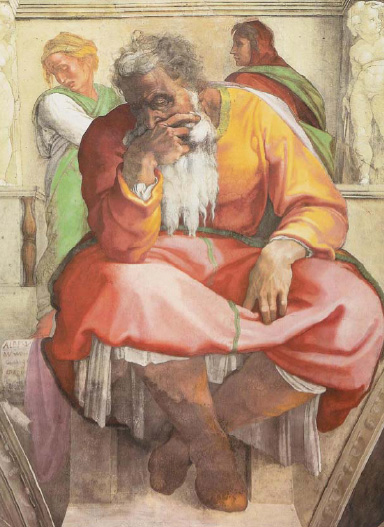
Jeremia op het plafond van de Sixtijnse Kapel door Michelangelo.

Jeremia (יִרְמְיָהוּ, jirməjāhû, "JHWH moge verhogen") (*Anatot, ca. 645 - †Egypte(?) ca. 570 v.Chr.) wordt gerekend tot de "grote profeten" van de Hebreeuwse Bijbel. Volgens de traditie schreef hij het naar hem vernoemde boek Jeremia en Klaagliederen. De Talmoed noemt ook 1 en 2 Koningen.
Van Jeremia zijn de termen jeremiëren en jeremiade afgeleid. Jeremiëren betekent "jammeren", "klagen" en duidt op de voortdurende veroordelingen en jammerklachten van Jeremia. Jeremiade betekent "klaaglied" en duidt op de klaagliederen waar het gelijknamige boek en het boek Jeremia vol van staan.

## Leven

### Jeugd
De auteur van het boek Jeremia noemt de profeet de zoon van een priester (Jeremia 1:1), mogelijk een afstammeling van Abjatar, want Jeremia kwam uit Anatot en koning Salomo had Abjatar uit zijn ambt gezet en naar Anatot verbannen (1 Koningen 2:26-27, vergelijk Jozua 21:18; 1 Kronieken 6:50). De inwoners van Anatot wilden Jeremia overhalen niet als profeet te verschijnen (Jeremia 11:18-23). Jeremia mocht van God hier niet trouwen (Jeremia 16:2).

### Vroege periode
In zijn vroege boodschap veroordeelde Jeremia de afgoderij en sociale onrechtvaardigheid die hij zag en waarschuwde hij voor een dreigend gevaar uit het noorden. Het is onduidelijk waarop hij hiermee doelde. Sommigen hebben het geïnterpreteerd als de Scythen, die in de 7e eeuw v.Chr. vanuit het zuiden van het huidige Rusland Zuidwest-Azië binnentrokken en Palestina aanvielen. Andere opties zijn de Meden, de Assyriërs of de Babyloniërs; deze kwamen echter uit het oosten. Anderen zien de profetie daarom als een vage eschatologische boodschap, zonder concreet volk in gedachten.
Jeremia's standpunt over religieuze hervormingen door koning Josia (2 Koningen 22; 2 Kronieken 34), die worden gedateerd op 622/621 v.Chr. en vooral het herstel van de tempeldienst en Pesach betroffen, blijft volkomen onduidelijk, aangezien de uitspraken van Jeremia uit de jaren tussen de hervorming en de dood van Josia niet bewaard zijn gebleven. Het is zeer waarschijnlijk dat Jeremia ze met instemming begroette. Een passage in Jeremia 11 waarin JHWH Jeremia de opdracht geeft "de bevolking van Juda en Jeruzalem" op te roepen zich aan het verbond te houden, wordt soms gezien als een aanwijzing dat Jeremia rondtrok in Jeruzalem en omringende dorpen om op te roepen de hervormingen te volgen. Als dat het geval was, werd hij later teleurgesteld, want de hervormingen richtten zich vooral op de cultus en niet op de spirituele en ethische kant van het geloof. Mogelijk verviel Jeremia enkele jaren in stilzwijgen, toen hij teleurgesteld was over de hervormingen en zijn profetie over de vijand uit het noorden onvervuld bleef.
Kort nadat Jojakim koning werd, hield Jeremia zijn beroemde "Tempelrede", waarvan twee versies zijn overgeleverd (Jeremia 7:1-15 en 26:1-24). Hij veroordeelde het volk omdat zij dachten dat ze door de tempel van Salomo veilig zouden zijn en riep hen op tot werkelijke, ethische hervorming. Hij voorspelde dat als zij niet tot inkeer zouden komen, God de tempel zou vernietigen, zoals hij eerder die van Silo had vernietigd. Hij werd onmiddellijk gearresteerd en kreeg een proces. Hij werd vrijgesproken maar mocht het tempelcomplex niet meer betreden.
Jeremia was heel actief tijdens de regeringsperiode van Jojakim. Jeremia veroordeelde Jojakim hard voor zijn zelfzucht, materialisme en sociale onrechtvaardigheid.

### Periode van de Babyloniërs
Rond de tijd van de Slag bij Karkemish (605 v.Chr.), toen de Babyloniërs de Egyptenaren en de resterende Assyriërs definitief versloegen, produceerde Jeremia een orakel tegen Egypte. In het besef dat deze slag grote betekenis had in de verhoudingen in de wereld, dicteerde Jeremia aan zijn secretaris Baruch een boekrol met al zijn eerdere uitspraken. Baruch las de boekrol voor in de tempel en vervolgens voor koning Jojakim. Jojakim verscheurde en verbrandde de rol. Jeremia vluchtte naar een schuilplaats en dicteerde aan Baruch een nieuwe rol met toevoegingen.
Rond 601 v.Chr. weigerde Jojakim schatting te betalen aan de Babyloniërs. Jeremia waarschuwde dat de Judeeërs zouden worden vernietigd door degenen die eerder hun bondgenoten waren. Toen de koning bleef weigeren, zond Nebukadnezar II een leger naar Jeruzalem. Jojakim stierf voordat de belegering begon en werd door zijn zoon Jojachin opgevolgd. Deze gaf de hoofdstad over op 16 maart 597 v.Chr. en werd met vele onderdanen naar Babylon gevoerd.
De Babyloniërs plaatsten Sedekia op de troon, die meer luisterde naar Jeremia dan zijn voorgangers. Hij was echter zwak en weifelend en zijn hof werd verscheurd door conflicten tussen pro-Babylonische en pro-Egyptische facties. Na meer dan 10 jaar schatting aan de Babyloniërs te hebben betaald, sloot Sedekia een verbond met Egypte. Voor de tweede keer stuurde Nebukadnezar een leger naar Jeruzalem en verwoestte de stad in 586 v.Chr.
Toen Sedekia net op de troon zat, stuurde Jeremia brieven aan de ballingen in Babylon, waarin hij hen adviseerde niet te verwachten snel te kunnen terugkeren, zoals valse profeten hen wilden laten geloven. Zij moesten zich vredig schikken in hun lot en het welbevinden van hun veroveraars zoeken. Toen gezanten van omringende volken in 594 v.Chr. naar Jeruzalem kwamen om steun te vragen voor hun rebellie tegen Babylon, nam Jeremia een juk op zijn nek en verkondigde dat Juda en de andere volken zich moesten schikken in het juk van Babylon, want JHWH had hen in de hand van de koning van Babylon gegeven. Tot de val van Jeruzalem bleef de boodschap van Jeremia ongewijzigd: onderwerp je aan het juk van Babylon.
Toen het beleg van Jeruzalem kort werd opgeheven in verband met naderende Egyptische troepen, maakte Jeremia zich klaar Jeruzalem te verlaten en naar de streek van Benjamin te gaan. Hij werd gearresteerd wegens desertie en in de gevangenis geworpen. Vervolgens werd hij in een droogstaande put geworpen, waar hij zou zijn gestorven als hij niet zou zijn gered door een Ethiopische eunuch, Ebed-Melech, die hem redde met instemming van de koning en hem naar een veiliger plaats bracht. Sedekia ontbood Jeremia twee keer tijdens zijn gevangenschap voor geheime gesprekken, waarbij Jeremia hem beide keren adviseerde zich aan Babylon over te geven.
Toen Jeruzalem viel, werd Jeremia door de Babyloniërs uit de gevangenis vrijgelaten en kreeg hij het aanbod van vrijgeleide naar Babylon, maar hij wilde bij zijn volk blijven. Hij werd toevertrouwd aan Gedalia, een Judeeër uit een prominente familie die als stadhouder werd aangesteld door de Babyloniërs. De profeet bleef ageren tegen degenen die wilden rebelleren tegen de Babyloniërs en beloofde het volk een rooskleurige toekomst.
Nadat Gedalia was vermoord door een aanslag, werd Jeremia tegen zijn wil naar Egypte meegenomen door Joden die represailles van de Babyloniërs verwachtten. Zelfs in Egypte vermaande Jeremia zijn mede-ballingen. Jeremia stierf in Egypte rond 570 v.Chr. Volgens een traditie werd hij doodgestenigd door zijn landgenoten die uitgeput waren door Jeremia's voortdurende vermaningen.

## Boodschap
Er is geen herkenbare priesterlijke signatuur aan de boodschap van Jeremia, in tegenstelling tot die van de profeet Ezechiël. Zijn vroege ideeën werden duidelijk beïnvloed door die van Hosea.
Jeremia had zelf twijfels en innerlijke conflicten, zoals hij beschreef in zijn "bekentenissen" (Jeremia 11:18–12:6; 15:10–21; 17:9–10,14–18; 18:18–23; 20:7–12,14–18). Deze passages onthullen een conflict tussen zijn persoonlijke aard en zijn roeping om de boodschap van JHWH te verkondigen. Zijn opdracht maakte dat hij niet kon deelnemen aan de normale onderdelen van het leven die vreugde en verdriet geven, inclusief het gebod dat hij niet mocht trouwen. Hij zegt daarom over zichzelf: "Ik zat alleen". Hij schreef dat hij soms wilde dat hij nooit was geboren en dat hij wilde vluchten en in de woestijn leven. Op een bepaald moment klaagde hij dat God hem had teleurgesteld als een drooggevallen beek. Maar hij had ook periodes van verheven blijdschap, waarin hij God zag als een machtig krijgsman die naast hem stond (Jeremia 20:11).
Jeremia profeteerde Gods gericht vanwege de slechtheid van het volk. Hij richtte zich specifiek op valse en onoprechte aanbidding en het gebrek aan vertrouwen in JHWH. Hij veroordeelde sociale onrechtvaardigheid maar niet zo hard als andere profeten als Amos en Micha. Hij zag de oorzaak van deze zonde in de zwakheid en verraderlijkheid van het hart, wat hij vaak "hun koppig en boosaardig hart" noemde. Hij beschouwde zonde als onnatuurlijk. Hij beklemtoonde dat sommige volken trouwer waren aan hun (valse) goden dan Juda aan JHWH, de ware God.
Jeremia heeft het vaker over "inkeer" en "terugkeer" dan enige andere profeet. Hij riep op zich af te keren van de valse goden en terug te keren naar de eerdere trouw aan het verbond van de wet van Mozes. Inkeer had dus een sterk ethische betekenis, want het betekende dat zowel het volk als ieder individueel zich zou houden Gods wil.

## Periode
Volgens de informatie aan het begin van het boek Jeremia werd de profeet door God geroepen in het 13e regeringsjaar van koning Josia (Jeremia 1:2), wat neerkomt op rond 626 of 627 v.Chr. De datering is afhankelijk van de gebruikte modellen. Er wordt gezegd dat hij in Jeruzalem actief was tijdens het bewind van de koningen Josia, Joachaz, Jojakim, Jojachin en Sedekia, vermoedelijk tot 585 v.Chr..
Sommige wetenschappers betwijfelen of het Bijbelse verhaal wel accuraat is en Jeremia zijn werk al zo vroeg begon als rond 626 of 627 v.Chr. Deze twijfel wordt ingegeven door de onduidelijkheid over de vijand uit het noorden, met wie volgens hen waarschijnlijk de Babyloniërs werden bedoeld, onduidelijkheid over Jeremia's standpunt over de hervormingen van Josia en het ontbreken van enige boodschap van Jeremia richting Josia. Volgens deze wetenschappers begon Jeremia zijn werk tegen het einde van de regering van Josia of het begin van de regering van Jojakim (609 - 598 v.Chr.).

## Gedenkdagen
- Protestantisme: 26 juni (in de kalender van de Lutherse kerk – Missouri-Synode)
- Rooms-Katholieke Kerk: 1 mei
- Oosters-orthodoxe kerken: 1 mei
- Armeens-Apostolische Kerk: 1 mei
- Koptisch-Orthodoxe Kerk: 30 april